# سالن اجتماعات سنتا مونیکا
سالن اجتماعات سنتا مونیکا (انگلیسی: Santa Monica Civic Auditorium) یک مرکز همایش در سنتا مونیکا، کالیفرنیا، ایالات متحده آمریکا است.
این سالن که در سال ۱۹۵۸ ساخته شده دارای ۳۰۰۰ نفر ظرفیت می‌باشد که در جشنواره‌ها تا ۳۵۰۰ نفر قابل افزایش ظرفیت می‌باشد.